# Philipp Cuno von Bassewitz

Philipp Cuno von Bassewitz

Philipp Cuno von Bassewitz (* 30. Juli 1659 in Dalwitz; † 2. März 1714 in Sprenz bei Rostock) war mecklenburgischer Landrat und Provisor des Klosters Dobbertin.

## Leben
Er entstammte der alten mecklenburgischen Familie von Bassewitz. Seine Eltern waren der mecklenburgische Landrat Henning von Bassewitz (verm. 1619–1662) und Anna Barbara Streiff von Lauenstein, verwitwete von Bülow. 
Philipp Cuno war seit 30. Januar 1680 mit Katharina Oelgard von Lehsten verwitwete von der Kettenburg verheiratet. Seit 1713 in zweiter Ehe mit Adelheit Christina von Vieregge verwitwete von Drieberg. Aus erster Ehe hatte er neben Henning Friedrich und Joachim Otto von Bassewitz fünf weitere Kinder, darunter Sibilla von Bassewitz, der Mutter von Joachim Ludolf, Philipp Cuno Christian und Henning Adam von Bassewitz. 
Als Erbherr besaß er die mecklenburgischen Güter Prebberede und Dalwitz. 
Nach dem Studium der Rechtswissenschaft in Rostock und Jena wurde er 1684 Deputierter der mecklenburgischen Ritterschaft. Seit 1691 war er Mitglied des Engeren Ausschusses. 1692 wurde er fürstlich-mecklenburgischer Landrat. Er nutzte dieses Amt insbesondere um sich für die Rechte der mecklenburgischen Ritterschaft mit „Leib und Seele“ einzusetzen und deren „löbliches Herkommen“ zu festigen. Daneben war er seit 1691 Assessor des mecklenburgischen Land- und Hof-Gerichts.
1691 erfolgte auf dem mecklenburgischen Landtag die Wahl mit Landesherrlicher Bestätigung zum Provisor des Klosters Dobbertin und deren Einführung im Amtshaus. Im Protokollbuch des Klosteramts von 1691 ist auch seine erste Amtshandlung im Konvent des dortigen adligen Damenstifts vermerkt. Am 6. November 1691 erfolgte im Chorsaal der Klosterkirche die Wahl der Hochwürdigen Jungfrau, Priorin Anna Sophia von Behr zur Domina als Vorsteherin des Konvents.